# Toussaint Rémond de Saint-Mard
Toussaint Rémond de Saint-Mard, né en 1682 à Paris où il est mort le 28 ou 29 octobre 1757, est un écrivain français auteur de dissertations littéraires sur l’esthétique et l’opéra.

## Biographie
D’une famille bourgeoise originaire de Troyes, Saint-Mard était le troisième fils du fermier général François Rémond de La Renouillière et de Marguerite Rallu, il fit des études de théologie à Paris et fut chanoine de Notre-Dame de Paris avant d’abandonner son canonicat à son frère. De santé fragile, il paraît avoir passé toute sa vie à Paris.
Critiquant Fontenelle qu’il accusait de corrompre le gout, il écrivait néanmoins dans son style, à tel point que l’abbé Raynal l’a appelé le « singe de Fontenelle ». Comme lui épicurien et irréligieux, son modernisme lui attira les attaques de Desfontaines de Fréron, mais le soutien de l’abbé Gédoyn.
On lui doit principalement des dissertations littéraires, où l’esprit domine plus que le jugement. Il acquit une certaine réputation grâce à ses Dialogues des dieux. Il a également fait des vers dans le poème de la Sagesse.  Il travailla vers 1728 à la Bibliothèque française sous Granet.
Décrit comme aimable, gai et sociable, il était le frère de « Rémond le Grec », introducteur des ambassadeurs et du mathématicien Rémond de Montmort.

## Publications
- Nouveaux dialogues des dieux, ou Réflexions sur les passions qui règnent dans le siècle présent, avec un Discours sur la nature du dialogue, Amsterdam, E. Roger, 1711, in-12, 95-284 p. et table.
- L’Éloge des plaisirs, œuvres posthumes de Lucien, Rotterdam, Fritsch et Böhm, 1714, in-8° , 95-284 p. et table.
- Lettres galantes et philosophiques, par Mademoiselle de ***, Cologne [Paris], Pierre Marteau, 1721, in-8° , 287 p.
- Examen philosophique de la poësie en général, Paris, Briasson, 1729, 73 p., in-12.
- Réflexions sur la poësie en général, sur l’églogue, sur la fable, sur l’élégie, sur la satire, sur l’ode et sur les autres petits poëmes comme sonnet, rondeau, madrigal, &c., suivies de trois lettres sur la décadence du goût en France, La Haye, Rogissart, 1734, in-12.
- Réflexions sur l’opéra, La Haye, J. Neaulme, 1741, in-12, X-104 p.
- Éclaircissement sur les Dialogues des dieux, ou Réflexions sur les passions, éd. Jean Le Clerc, Amsterdam, E. Roger, 1712, in-12, 58 p.
- Les Œuvres mêlées de Mr de Rémond de Saint-Mard, La Haye, J. Neaulme, 1742, 3 vol. in-12.I. Discours sur la nature du dialogue. Dialogues des dieux. Éclaircissement sur les dialogues des dieux. La Sagesse, poème ; II. Lettres galantes et philosophiques. Histoire de Mlle de… Réflexions sur l’opéra ; III. Réflexions sur la poësie en général, sur l’églogue, sur la fable, sur l’élégie, sur la satyre, sur l’ode, sur le sonnet. Lettres sur la naissance, les progrès et la décadence du goût. Lettre de Mme de *** [Vertillac] à l’auteur, sur le goût et le génie, et Réponse de l’auteur.

## Sources
- Dictionnaire universel, géographique, statistique, historique et politique de la France, t. 4, Paris, Laporte, 1804, 709 p., p. 107.
- François-Xavier de Feller, Biographie universelle ou Dictionnaire historique des hommes qui se sont fait un nom, t. 7, Lyon ; Paris, J. B. Pélagaud, 1849, 516 p., p. 227.